# Meena Alexander
Pour les articles homonymes, voir Alexander.
Meena Alexander, née le 17 février 1951 à Allahabad en Inde et morte le 21 novembre 2018, est une poétesse, érudite et écrivaine indienne.
Née à Allahabad en Inde, et élevée en Inde et au Soudan, Meena Alexander a vécu et travaillé à New York, où elle a été professeur émérite d'anglais au Hunter College et au Cuny Graduate Center dans le programme de doctorat en anglais,.
Elle est jugée être « sans aucun doute l'une des meilleures poètesses de l'époque contemporaine » par The Statesman.

## Biographie

### Jeunesse, formation
Meena Alexander est née dans une famille chrétienne syrienne du Kerala, dans le sud de l'Inde,,.
Elle a vécu à Allahabad et au Kerala jusqu'à l'âge de cinq ans, lorsque le travail de son père - en tant que scientifique pour le gouvernement indien - a amené sa famille à s'installer à Khartoum, au Soudan nouvellement indépendant. Elle y a suivi ses études au lycée d'Unity et obtient son diplôme en 1964.
Elle s'est inscrite ensuite à l'université de Khartoum, où elle a étudié la littérature anglaise et la littérature française. Après avoir obtenu un baccalauréat universitaire spécialisé de l'université de Khartoum en 1969, elle a déménagé en Angleterre et a commencé des études de doctorat à l'université de Nottingham. Elle a obtenu un doctorat en anglais en 1973 à 22 ans avec une thèse en littérature romantique qu'elle développera et publiera plus tard sous le titre The Poetic Self. Elle a ensuite déménagé pour retourner en Inde et a enseigné dans plusieurs universités, dont l'université de Delhi et l'université d'Hyderabad.

### Enseignement et carrière littéraire
Pendant les cinq années où elle a vécu en Inde, elle a publié ses trois premiers recueils de poésie : The Bird's Bright Ring (1976), I Root My Name (1977) et Without Place (1978). En 1979, elle a été chercheuse invitée à l'université de Paris-Sorbonne. L'année suivante, elle a déménagé à New York où elle est devenue professeure adjointe à l'université Fordham, où elle est restée jusqu'en 1987, date à laquelle elle est devenue professeure adjointe au département d'anglais du Hunter College, à l'université de la ville de New York (CUNY).
Deux ans plus tard, elle a rejoint la faculté des études supérieures du programme de Ph.D. en anglais au Cuny Graduate Center. En 1992, elle a été nommée professeur ordinaire d'anglais et d'études féminines. Elle a été nommée professeure distinguée d'anglais en 1999 et a continué à enseigner au niveau du programme de doctorat au Graduate Center et le programme MFA au Hunter College. Au fil des ans, elle a également enseigné la poésie à la division d'écriture de la School of the Arts de l'université Columbia.

### Poésie
Meena Alexander est connue pour sa poésie lyrique qui traite de la migration, de son impact sur la subjectivité de l'écrivain et des événements violents qui poussent parfois les gens à traverser les frontières. Bien qu'en butte à des problèmes aussi austères et difficiles, son écriture est sensuelle, polyglotte et maintient un esprit généreux. À propos de son travail, Maxine Hong Kingston a déclaré : « Meena Alexander chante des pays, étrangers et familiers, des endroits où vivent le cœur et l'esprit, et des endroits pour lesquels il faut un passeport et des visas. Sa voix nous guide loin et chez nous. Le lecteur voit ses visions et se souvient et est élevé ».
Parmi ses œuvres les plus connues figurent les volumes de poésie Illiterate Heart (2002) et Raw Silk (2004). Son dernier recueil de poésie était Atmospheric Embroidery (2015). Elle a édité un volume de poèmes dans la série Everyman, Indian Love Poems (2005), et a publié un volume d'essais et de poèmes sur les thèmes de la migration et de la mémoire intitulé The Shock of Arrival: Reflections on Postcolonial Experience (2006). En 1993, Meena Alexander a publié ses mémoires autobiographiques, Fault Lines , considérablement révisé et enrichi en 2003. Elle a publié deux romans, Nampally Road (1991) - qui était un choix de l'éditeur du supplément littéraire Village Voice - et Manhattan Music (1997), et deux études universitaires, The Poetic Self (1979) et Women in Romanticism (1989). Fault Lines a été choisi par Publishers Weekly comme l'un des meilleurs livres de l'année en 1993. Illiterate Heart a remporté le prix PEN Open Book 2002.
Ses poèmes ont été mis en musique. Impossible Grace a formé la base lyrique du First Al Quds Music Award, avec une musique composée par Stefan Heckel et chantée par le baryton Christian von Oldenburg (première jouée à Jérusalem).
Meena Alexander a lu à la Poetry International (Londres), à Struga Poetry Evenings, Poetry Africa, Calabash Festival, Harbour Front Festival, Sahitya Akademi (Inde) et à d'autres rassemblements internationaux. En 1998, elle a été membre du jury du Prix international de littérature de Neustadt. Elle a fait partie du jury pour l'American Poets 'Corner, à la cathédrale Saint John the Divine de New York . Elle a reçu le prix d'excellence littéraire 2009 de la South Asian Literary Association (une organisation alliée à la Modern Languages Association) pour ses contributions à la littérature américaine.
Les poèmes de son livre Birthplace with Buried Stones « transmettent l'expérience fragmentée du voyageur, pour qui la maison n'est nulle part et partout ».
À propos des poèmes de son livre Broderie Atmosphérique, AE Stallings écrit que « le langage d'Alexandre est précis, sa syntaxe est transparente et ses poèmes s'adressent à tous les sens, offrant simultanément richesse et simplicité ». Vijay Seshadri estime que « le beau paradoxe de l'art de Meena Alexander a toujours été trouvé dans la distillation de son expérience humaine et spirituelle épique en un lyrisme pur et exquis. Ce paradoxe et ce lyrisme sont triomphants dans ce livre ».
De son anthologie Name Me A Word: Les écrivains indiens réfléchissent à l'écriture, Simon Gikandi affirme que « Name Me A Word est un guide indispensable pour les lecteurs d'écrivains indiens, animant les puissantes impulsions des célèbres écrivains du pays et présentant les multiples voix qui font la littérature la plus importante de notre temps ».

### Décès
Elle est morte à New York le 21 novembre 2018, à l'âge de 67 ans, de causes non révélées,. Selon son mari, elle serait morte d'un cancer séreux de l'endomètre.

## Œuvres

### Recueils de poésie
- Alexander, Meena, Stone roots, New Delhi, 1980 (présentation en ligne)

### Romans
- Nampally Road (1991/2013)
- Musique de Manhattan (1997)

### Mémoires
- Fault Lines (1993 / nouvelle édition étendue 2003)

### Critique, essais et autres contributions
- Le moi poétique: vers une phénoménologie du romantisme (1979)
- Les femmes dans le romantisme: Mary Wollstonecraft, Dorothy Wordsworth et Mary Shelley (1989)
- Le choc de l'arrivée: réflexions sur l'expérience postcoloniale (1996)
- Poétique de la dislocation (University of Michigan Press, 2009)
- Avant-propos des poèmes d'amour indiens (Everyman's Library / Knopf, 2005)
- "Buried Voices": Préface pour me chasser si vous voulez!: Histoires et pièces de mémoire de Lalithambika Antherjanam (New York: Feminist Press, 1998)
- "Inventions corporelles: une note sur les poèmes" Rédacteur de poésie invité à "The Body" - Numéro spécial de The Asian Pacific American Journal vol. 5 no. 1, printemps / été 1996
- "Traduire la violence". Avant-propos de Miriam Cooke et Roshni Rustomji-Kerns (eds), Blood into Ink, Twentieth Century South Asian and Middle Eastern Women Write War (Boulder: Westview Press, Spring 1994)
- Introduction to Truth Tales: Stories by Contemporary Indian Women Writers (New York: Feminist Press, automne 1990). Choix des éditeurs hebdomadaire des éditeurs, 1990

### Études critiques sur Meena Alexander
- Passage to Manhattan: Essais critiques sur Meena Alexander . Lopamudra Basu et Cynthia Leenerts (éds). Cambridge Scholars Publishing, 2009.
- Ali, Zainab et Dharini Rashish. «Meena Alexander». Dans Words Matter: Conversations avec des écrivains américains d'origine asiatique . Ed. King-Kok Cheung. Honolulu, HI: University of Hawaii Press, avec UCLA Asian American Studies Center; 2000. 69–91.
- Sandra Ponzanesi (Lorna Sage), « Alexander, Meena », dans Cambridge Guide to Women's Writings in English, Cambridge, 1999.
- Maan, Ajit K. «Fault Lines». Dans l' identité internarrative . Lanham, MD: Presses universitaires d'Amérique, 1999. 19–38.
- Nanda, Aparajita. «D'une 'voix' et 'corps': une critique postcoloniale de la route de Nampally de Meena Alexander. Dans Merete Falck Borch, Eva Rask et Bruce Clunies Ross (eds), Bodies and Voices: the Force-Field of Representation and Discourse in Colonial and Postcolonial Studies . New York et Amsterdam: Rodopi Press, 2008. 119–125.
- Poddar, Prem. «Questions de localisation: une conversation avec Meena Alexander». HIMAL South Asia 14.1 (janvier 2001)..
- Ponzanesi, Sandra. "Le choc de l'arrivée: Meena Alexander, Fault Lines ." In Paradoxes of Postcolonial Culture: Contemporary Women Writers of the Indian and Afro-Italian Diaspora . Albany: Presse de l'Université d'État de New York, 2005. 51–64.
- Pape, Jacquelyn. " Raw Silk par Meena Alexander." Harvard Review 28 (printemps 2005) (  ).
- Shankar, Lavina Dhingra. «Écriture postcoloniale des diasporas à la recherche d'une patrie»: Manhattan Music de Meena Alexander, Fault Lines et The Shock of Arrival ». LIT 12 (2001): 285–312.
- Tabios, Eileen. "Gold Horizon: Entretien avec Meena Alexander." Dans Black Lightning: Poetry in Progress . Ed. Eileen Tabios. New York: Atelier des écrivains américains d'origine asiatique, 1998. 196–226.
- Jeune, Jeffrey. «Créer une vie par la littérature». Chronique de l'enseignement supérieur (14 mars 1997): B8.

## Anthologies poétiques
- Carnet de route : The Grand Indian Express (2018), éd. Dr Ananad Kumar, New Delhi, Inde : Auteur
- Un nouveau livre de poèmes indiens en anglais (2000), éd. Gopi Kottoor, Writers Workshop, Calcutta : Poetry Chain
- Poèmes d'amour indiens (2005)
- Nommez-moi un mot: les écrivains indiens réfléchissent à l'écriture (2018)

## Autres ouvrages
- Académie des poètes américains
- Profil CUNY, professeurs distingués
- Boursiers de la Fondation Guggenheim
- Guiyou Huang, éd., Asian-American Poets: A Bio-Bibliographical Critical Sourcebook (Greenwood Press, 2002)
- Maxey, Ruth. «Une entrevue avec Meena Alexander», The Kenyon Review 28.1 (hiver 2006), 187–194.
- Maxey, Ruth. "Interview: Meena Alexander", MELUS 30.2 (été 2006), 21–39.
- «Meena Alexander». Encyclopédie en ligne Gale. Détroit: Gale, 2010. Ressources littéraires de Gale. La toile. 28 février 2010.
- Passage to Manhattan: Essais critiques sur Meena Alexander . Eds. Lopamudra Basu et Cynthia Leenerts. Cambridge Scholars Publishing, 2009.
- Ponzanesi, Sandra. «Alexander, Meena. Cambridge Guide to Women's Writings en anglais. Ed. Lorna Sage, Germaine Greer et Elaine Showalter. Cambridge, Royaume-Uni: Cambridge, 1999. 10. Bibliothèque de référence virtuelle Gale. La toile. 28 février 2010.
- Poetry International (Inde)
- Chronologie de la BBC
- "Zone d'analphabétisme radical: poème hors de propos" de Meena Alexander dans The Scholar and Feminist Online — Writing Towards Hope
- Poèmes de soie brute en studio
- Introduction à Passage to Manhattan: Essais critiques sur Meena Alexander
- "Le poète dans la sphère publique: une conversation avec Meena Alexander"
- Entretien avec Ruth Maxey
- Entretien avec Jeannie Vanasco à The Poetry Foundation
- Encyclopædia Britannica